# Diecéze Adrasus
Diecéze Adrasus je titulární diecéze římskokatolické církve.

## Historie
Adrasus poblíž města Meluos či Balabolu v dnešním Turecku, je starobylé biskupské sídlo nacházející se v římské provincii Isaurie. Bylo součástí  antiochijského patriarchátu a sufragánnou arcidiecéze Seleucia v Isaurii.
Známe tři biskupy tohoto sídla. Zoticus, který se zúčastnil roku 451 chalkedonského koncilu, Paulus zúčastněný roku 553 druhého konstantinopolského koncilu a Stephanus zúčastněný roku 652 trullské synody.
Dnes je využívána jako titulární biskupské sídlo; v současnosti nemá svého titulárního biskupa.

## Seznam biskupů
- Zoticus (zmíněn roku 451)
- Paulus (zmíněn roku 553)
- Stephanus (zmíněn roku 652)

## Seznam titulárních biskupů
- François Marie Collet (1766–1772)
- Stanisław Kostka Choromański (1828–1836)
- György Girk (1838–1853)
- Vital-Honoré Tirmarche (1853–1871)
- Jacques Bax, C.I.C.M. (1874–1895)
- John Gallagher (1895–1900)
- Florian-Jean-Baptiste Demange, M.E.P. (1911–1938)
- Melquisedec del Canto Terán (1938–1940)
- Henry Joseph Thünemann, O.S.F.S. (1940–1951)
- Mate Garković (1952–1960)
- Norman Joseph Gallagher (1963–1970)